# 万寿塔 (罗源县)
万寿塔，别称市心佛塔，是位于福建省福州市罗源县凤山镇凤碟广场的一个古建筑，1980年被列入首批罗源县文物保护单位，历史年代为清。
万寿塔位于罗源县城街心，始建于唐朝，明朝洪武九年（1376年）重修，共13层，通高13米，花崗岩材质，八角形楼阁式，层际饰以青石塔檐，内部镂空，自下至上宽度递减，1—4层为对开花岗岩筑造，5—13层则为整石。